# 政策科学
政策科学（せいさくかがく、英: policy science）とは、政府などの公的機関が行う政策を改善するための学問である。

## 概要
政策科学はその見方によってはさまざまに特徴付け、定義することが可能である。その研究領域の広さから政策研究（policy study）や政策分析（policy analysis）とも呼ばれる。政策科学を提唱した政治学者ハロルド・ラスウェルは、「社会における政策作成過程を解明し、政策問題についての合理的判断の作成に必要な資料を提供する科学」であると政策科学を定義している。またドロアは政策科学を「体系的な知識、構造化された合理性および組織化された創造性を政策決定の改善のために貢献させることに関わる科学」と定義する。したがって政策科学とは政策課題やその政策の費用対効果、また政策の適切な方法や社会的背景などを研究する学問であると捉えることができる。
政策科学の研究は法学、政治学、行政学、経済学、社会学などの社会科学の研究と重複する分野が特に多く、学際的なアプローチが採用される。研究者も、政治、法律、行政、経済などの知識の他、環境問題、医療・福祉問題、商取引、先端技術など政策課題に応じた様々な分野の知識を持つ者がこの分野の研究に携わることになる。ラスウェルによれば政策科学の基本的な方向は多様でありながらも、コンテクスト志向、問題志向、そして方法多様性志向の三種類が挙げられている。コンテクストを志向する政策科学では社会の制度や資源に作用しながらも価値を最適化しようとする人間の社会過程を研究するものである。問題を志向する政策科学では問題解決の一般的方法に基づいて専門的問題に対する解決策を考察する。そして方法多様性を志向する政策科学は複雑な政策過程を把握できるように複合的な研究方法を総合して研究する。

## 歴史
分野の成立については、第二次世界大戦中のアメリカが起源であるとする説がある。
アメリカの第32代大統領のフランクリン・ルーズベルトによる、アメリカ史上初ともいわれる経済計画の「ニューディール政策」が行われた。そのなかで、国家復興法、農業調整法、テネシー渓谷開発公団の設立などの国家計画が次々と発表され、統計や科学的管理の手法を用いた政府の行政管理が行われた。このような積極的な政策介入が、政府部門に社会科学者の流入をもたらし、戦後の大統領経済諮問委員会設立へとつながった。
政策科学の最も顕著な成長は、60年代からである。ケネディ政権からジョンソン政権まで、行われた「偉大な社会（en:Great Society）」プログラムによって、史上まれに見るほどの社会実験が行われた、全米にシンクタンクや政策系大学の発展をもたらした。特に、ケネディ政権下で行われた、教育、住宅、保健政策は、完全雇用や黒人などのマイノリティーへの支援策は、「対貧困戦争」と呼称され、政策評価法などの法整備も進んだ。

## 政策科学に関する研究科・学部・学科を持つ大学・大学院

### 国公立大学
- 岩手県立大学総合政策学部
- 高崎経済大学地域政策学部
- 千葉大学法政経学部
- 東京都立大学都市環境学部都市政策科学科
- 山梨県立大学国際政策学部
- 静岡文化芸術大学文化政策学部
- 京都府立大学公共政策学部
- 愛媛大学法文学部総合政策学科
- 島根県立大学総合政策学部
- 北九州市立大学法学部政策科学科

### 私立大学
- 東北文化学園大学総合政策学部
- 獨協大学法学部総合政策学科
- 城西大学現代政策学部
- 淑徳大学コミュニティ政策学部
- 千葉商科大学政策情報学部
- 東洋大学経済学部総合政策学科
- 慶應義塾大学総合政策学部
- 中央大学総合政策学部
- 津田塾大学総合政策学部
- 法政大学社会学部社会政策科学科
- 早稲田大学社会科学部社会科学科
- 南山大学総合政策学部
- 中京大学総合政策学部
- 関西大学政策創造学部
- 関西学院大学総合政策学部
- 同志社大学政策学部
- 立命館大学政策科学部
- 龍谷大学政策学部
- 京都産業大学法学部法政策学科
- 徳島文理大学総合政策学部

### 国公立大学大学院
- 政策研究大学院大学政策研究科
- 筑波大学大学院経営・政策科学研究科
- 岩手県立大学大学院総合政策研究科
- 東北大学大学院公共政策大学院
- 福島大学大学院地域政策科学研究科
- 高崎経済大学大学院地域政策学研究科
- 茨城大学大学院人文科学研究科地域政策専攻
- 千葉大学大学院社会科学研究科総合政策専攻
- 東京大学公共政策大学院
- 一橋大学大学院法学研究科租税・公共政策専攻
- 京都大学公共政策大学院
- 大阪大学大学院国際公共政策研究科
- 大阪市立大学大学院都市経営研究科都市政策専攻
- 兵庫県立大学大学院経済学研究科地域公共政策専攻
- 愛媛大学大学院法文学研究科総合法政策専攻
- 北九州市立大学大学院法学研究科政策科学系
- 熊本大学大学院法学研究科公共政策専攻

### 私立大学大学院
- 旭川大学大学院経済学研究科地域政策専攻
- 尚美学園大学大学院総合政策研究科
- 聖学院大学大学院政治政策学研究科
- 千葉商科大学大学院政策情報学研究科
- 麗澤大学大学院国際経済研究科政策管理専攻
- 専修大学大学院経済学研究科政策科学専修
- 中央大学大学院総合政策研究科
- 東洋大学大学院経済学研究科先端政策科学コース
- 法政大学大学院公共政策研究科
- 法政大学大学院政策創造研究科
- 明治大学大学院ガバナンス研究科
- 早稲田大学大学院社会科学研究科政策科学論専攻
- 早稲田大学大学院政治学研究科公共経営専攻
- 麻布大学大学院環境保健学研究科環境衛生政策専攻
- 慶應義塾大学大学院政策・メディア研究科
- 山梨学院大学大学院社会科学研究科 公共政策専攻
- 静岡文化芸術大学大学院文化政策研究科
- 愛知学院大学大学院総合政策研究科
- 南山大学大学院総合政策研究科
- 同志社大学大学院総合政策科学研究科
- 立命館大学大学院政策科学研究科
- 大阪商業大学大学院地域政策学研究科
- 関西学院大学大学院総合政策研究科
- 徳島文理大学大学院総合政策研究科

## 関連文献
- Allison, G. J. 1971. Essence of decision: Explaining the Cuban missile crisis. Boston: Little, Brown & Co.
  - グレアム・T・アリソン著、宮里政玄訳『決定の本質 キューバ・ミサイル危機の分析』中央公論社、1977年
- Arrow, K. J. 1954. Social choice and individual values. 2nd edition. New York: John Wiley.
  - ケネス・アロー著、長名寛明訳『社会的選択と個人的評価』日本経済新聞社、1977年
- Bachrach, P. and Baratz, M. 1970. Power and poverty: Theory and practice. New York: Oxford Univ. Press.
- Banfield, E. 1961. Political influence. New York: Free Press.
- Barnard, C. I. 1938. The function of the executive. Cambridge, Mass.: Harvard Univ. Press.
  - チェスター・バーナード著、山本安次郎訳『新訳経営者の役割 経営名著シリーズ 2』ダイヤモンド社、1968年
- Dery, D. 1984. Problem definition in policy analysis. Lawrence: Univ. of Kansas Press.
- Hargrove, E. 1976. The missing link: The study of implementation of local policy. Washington, D.C.: Urban Institute.
- Hawkesworth, M. 1988. Theoretical Issues in policy analysis. Albany, N.Y.: SUNY Press.
- Hogwood, B. and Gunn, L. 1984. Policy analysis for the real world. Oxford: Oxford Univ. Press.
- Kingdon, J. 1984. Agendas, alternatives and public policy. Boston: Little, Brown & Co.
- Lindblom, C. 1965. The intelligence of democracy. New York: Free Press.
- Lindblom, C. 1968. The policy making process. Englewood Cliffs, N.J.: Pretice-Hall.
  - チャールズ・リンドブロム著、藪野祐三、案浦明子訳『政策形成の過程 民主主義と公共性』東京大学出版会、2004年
- Lindblom, C. 1977. Politics and markets. New York: Basic Books.
- Meier, K. 1979. Politics and Bureaucracy: Policymaking in the fourth branch of government. North Scituate, Me.: Duxbury Press.
- Palumbo, D. and Calista, D. 1990. Implementation and the policy making process: Opening up the black box. Westport, Conn.: Greenwood Press.
- Pressman, F. and Wildavsky, A. 1973. Implementation. Berkeley: Univ. of California Press.
- Ripley, R. and Franklin, G. 1982. Bureaucracy and policy implementation. Homewood, Ill.: Dorsey Press.
- Simon, H. 1957. Administrative behavior 2nd edition. London: Macmillan.
  - ハーバート・サイモン著、桑田耕太郎、西脇暢子、高柳美香、高尾義明、二村敏子訳『新版 経営行動 経営組織における意思決定過程の研究』ダイヤモンド社、新版2009年
- Simon, H. 1957. Models of man. London: John Wiley.
  - ハーバート・サイモン、宮沢光一訳『人間行動のモデル』同文館出版、1970年
- Simon, H. The new science of management decision. Englewood Cliffs. N.J.: Prentice-Hall.
- Simon, H. 1983. Reason in Human Affairs. Oxford: Basil Blackwell.
- Starling, G. 1977. Managing the public sector. Homewood, Ill.: Dorsey Press.
- Weber, M. 1978. Economy and Society. eds. G. Roth and c. Wittich. Berkeley and Los Angeles: University of California Press.